# اناستازيا مونوز
اناستازيا مونوز (بالإنجليزية: Anastasia Munoz)‏ هي ممثلة أمريكية بدأت مسيرتها الفنية عام 2008م.

## وصلات خارجية
- اناستازيا مونوز على موقع IMDb (الإنجليزية)
- اناستازيا مونوز على موقع أول موفي (الإنجليزية)
- اناستازيا مونوز على موقع كينوبويسك (الروسية)
- اناستازيا مونوز على موقع ANN person (الإنجليزية)